# Scott Tixier

Stevie Wonder with Scott Tixier

Violonistul francez Scott Tixier s-a născut în Montreuil, Franța în 1986 și a studiat vioara clasică la Conservatorul din Paris.
În particular a luat lecții de improvizație în jazz de la violonistul român Florin Niculescu.
În 2007 a obținut premiul „Trophées du Sunside”, la Paris. Este unul dintre cele mai importante premii care se acordă tinerilor muzicieni de jazz francezi. 
Din 2008 se mută în New York , unde cântă în mai multe formații: „Lonnie Plaxico's band”, „ Dave Douglas”, „Anthony Braxton”, Stevie Wonder
Nu a avut nici un fel de dificultăți în a-și găsi un loc printre atâția muzicieni americani, din moment ce pentru el au garantat Jean-Luc Ponty, Pat Metheny, Marcus Miller.
Interesant de amintit e că Scott Tixier s-a remarcat în copilărie ca actor. Când avea cinci ani a avut un mic rol într-o piesă de teatru scrisă de Albert Camus. A fost și un foarte bun dansator. La șapte ani făcea parte din trupa de dans modern "Afro Jazz Fusion". Totuși, la 16 ani se decide definitiv: alege muzica!
Scott Tixier este un violonist francez de jazz premiat de GRAMMY și câștigător al sondajului critic DownBeat din 2018. A cântat, a înregistrat și a făcut turnee cu legende de jazz și icoane muzicale precum Stevie Wonder, Kenny Barron, Elton John, Pink Floyd, Ed Sheeran, Cassandra Wilson, Coldplay, Chris Potter, John Legend, Christina Aguilera, Natalie Cole, Anthony Braxton, Ariana Grande și mulți alții. În plus față de spectacolele din și în afara jazz-ului, Tixier este cunoscut și pentru munca sa pe partituri cinematografice precum Regele Leu, John Wick, Îngerii lui Charlie și emisiunile TV, inclusiv „The Tonight Show with Jimmy Fallon” de pe NBC, „The Late Spectacol cu Stephen Colbert ", precum și formatul anterior cu David Letterman," Late Night with Seth Meyers "," America's Got Talent "și cel mai recent cu Netflix pentru noul film al lui Spike Lee în colaborare cu compozitorul Terence Blanchard (care va fi lansat în 2020 ).